# Liam Twomey

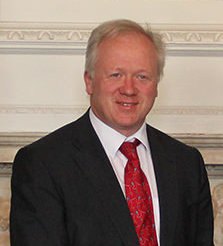
Liam Twomey (2015)

Liam Twomey (irisch Liam Ó Tuama, * 3. April 1967 bei Clonakilty im County Cork) ist ein irischer Politiker.
Twomey besuchte das Trinity College in Dublin und studierte Medizin. Er arbeitete bis 2002 als Allgemeinmediziner (general practitioner) und war Vorsitzender der Wexford Ortsgruppe der Irish Medical Organisation. 2002 wurde er als Unabhängiger in den Dáil Éireann gewählt. Als Teachta Dála setzte er sich vor allem für Gesundheitsthemen ein und war gegen eine Reduktion der Krankenhäuser.
Am 22. September 2004 trat Twomey der Fine Gael bei. Es gelang ihm jedoch nicht, sein Abgeordnetenmandat bei den Wahlen 2007 zu verteidigen. Stattdessen wurde Twomey für die Fine Gael in den 23. Seanad Éireann gewählt. 2011 wurde er erneut als Abgeordneter in den Dáil gewählt. Danach trat er nicht mehr zur Wahl an.
Twomey ist verheiratet und hat drei Kinder.